# سياسي

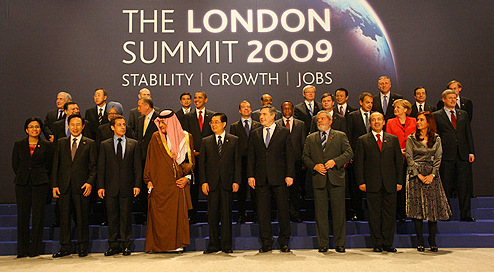
مجموعة العشرين

السياسي هو الشخص الذي يشارك في التأثير على الجمهور من خلال التأثير على صنع القرار السياسي أو الشخص الذي يؤثر على الطريقة التي تحكم المجتمع من خلال فهم السلطة السياسية وديناميت الجماعة. وهذا يشمل الأشخاص الذين يشغلون مناصب صنع القرار في الحكومة، والناس الذين يبحثون عن هذه المواقف، سواء عن طريق الانتخابات، الانقلاب، والتعيين، وتزوير الانتخابات.
والرجل السياسي رجل مهتم بشؤون الجماعة وطريقة عملها من خلال العمل السياسي ولا يمكننا أن نفهم من هو الرجل السياسي إلا بمعرفة الأساس الذي يقوم عليه وهي السياسة لأن السياسة هي بالمعنى الأقرب هي طريقة التعامل في المجتمع فهي الاليات التي يستخدمها الرجل السياسي في حل المشاكل بالطريقة الصحيحة بصناعة قرارات تكون في خدمة المجتمع.

## الهوية
السياسيون هم أشخاص نشطون سياسيًا، وخاصة في السياسة الحزبية. تتراوح المناصب السياسية من الحكومات المحلية إلى حكومات الولايات إلى الحكومات الفيدرالية إلى الحكومات الدولية، ويُعتبر جميع قادة الحكومة سياسيين.

## وسائل الإعلام والبلاغة
يُعرف السياسيون ببلاغتهم، كما هو الحال في الخطب أو إعلانات الحملات الانتخابية، وهم معروفون بشكل خاص باستخدام الموضوعات المشتركة التي تسمح لهم بتطوير مواقفهم السياسية بمصطلحات مألوفة للناخبين. يصبح السياسيون بالضرورة من المستخدين الخبراء لوسائل الإعلام، فاستخدم السياسيون في القرن التاسع عشر الصحف والمجلات والكتيبات بشكل مكثف، إلى جانب الملصقات. انتقلوا في القرن العشرين إلى الراديو والتلفزيون، مما جعل الإعلانات التلفزيونية الجزء الأكثر تكلفة في الحملة الانتخابية. أما في القرن الحادي والعشرين، فأصبحوا أكثر انخراطًا في وسائل التواصل الاجتماعي القائمة على الإنترنت والهواتف الذكية.
لعبت الشائعات دورًا رئيسيًا في السياسة، إذ كانت الشائعات السلبية حول الخصم أكثر فعالية عادةً من الشائعات الإيجابية حول الجانب الخاص.

## الوظيفة الحكومية والغنائم السياسية
يتعين على السياسي بمجرد انتخابه التعامل مع ضباط الحكومة والموظفين الحكوميين الذين يعملون لصالحه. كان هناك صراع خفي عبر التاريخ بين الأهداف طويلة الأمد لكل جانب. يستبدل الساسة الفائزون، في الأنظمة القائمة على المحسوبية، مثل الولايات المتحدة في القرن التاسع عشر، المسؤولين والموظفين الحكوميين غير المحميين بموجب قواعد الخدمات الحكومية بمؤيديهم، فكان هذا هو «نظام الغنائم». بدأ العمل في إصلاح الوظائف الحكومية للقضاء على فساد الوظائف الحكومية، إلا أن نظام الغنائم ظل يعمل بكامل طاقته في العديد من البلدان الأقل نموًا منذ عام 1982.

## المهن والسير الذاتية
يزعم ماتوزي وميرلو أن السياسيين في الديمقراطيات الحديثة يتبعون عادة مسارين وظيفيين رئيسيين. تمثل الأول بالسياسيين المحترفين، أي السياسيون الذين يحكمون القطاع الحكومي حتى التقاعد؛ أما الثاني فهو «السياسيون المحترفون»، وهم السياسيون الذين اكتسبوا سمعة طيبة لخبرتهم في حكم مستويات معينة من الحكومة مثل الحكومات الدولية، والحكومات الفيدرالية، وحكومات الولايات والحكومات المحلية، ثم يتركون السياسة ويبدأون مشروعًا تجاريًا جديدًا يستفيدون فيه من علاقاتهم السياسية.
دُرِسَ التاريخ الشخصي للسياسيين بشكل متكرر، فيُفترض أن تجاربهم وصفاتهم تشكل معتقداتهم وسلوكياتهم. هناك أربعة مسارات يمكن أن تؤثر بها سيرة السياسي على أسلوبه وقدراته القيادية. الأول هو أن السيرة الذاتية قد تؤثر على معتقدات المرء الأساسية، والتي تُستخدم لتشكيل نظرة عالمية؛ والثاني هو أن مهارات السياسيين وكفاءتهم تتأثران بالخبرة الشخصية. يمكن أن تحدد مجالات المهارة والكفاءة المكان الذي يكرسون فيه الموارد والاهتمام كقادة. أما المسار الثالث، فهو أن سمات السيرة الذاتية يمكن أن تحدد وتشكل الحوافز السياسية، فعلى سبيل المثال، يمكن النظر إلى مهنة الزعيم السابقة على أنها ذات أهمية أكبر، مما يتسبب في استثمار غير متناسب لموارد القيادة لضمان نمو وسلامة تلك المهنة، بما في ذلك الزملاء السابقين. تشمل الأمثلة الأخرى، إلى جانب المهنة، السمات الفطرية للسياسي، مثل العرق أو الجنس. أما بالنسبة للمسار الرابع، فهو كيفية تأثير سيرة السياسي على تصوره العام، والذي يمكن أن يؤثر بدوره على أسلوبه القيادي، فعلى سبيل المثال، يمكن للسياسات أن تستخدم استراتيجيات مختلفة لجذب نفس مستوى الاحترام الممنوح للسياسيين الذكور.

## الصفات
درس العديد من العلماء صفات السياسيين، وقارنوا بين تلك الصفات على المستويين المحلي والوطني، وقارنوا بين الأكثر ليبرالية أو الأكثر محافظة، وقارنوا بين الأكثر نجاحًا والأقل نجاحًا من حيث الانتخابات. ركز اهتمام خاص في السنوات الأخيرة على المسار الوظيفي المميز للسياسيات، فهنالك مثلًا دراسات حول نموذج «سوبرمادر» في السياسة في أمريكا اللاتينية.
يتمتع العديد من السياسيين بالقدرة على تذكر آلاف الأسماء والوجوه، وذلك مثل الرئيسين الأمريكيين جورج دبليو. بوش وبيل كلينتون اللذان اشتهرا بذاكرتهما القوية.